# Сражение при Дэвилс-Хоул
Сражение при Дэвилс-Хоул (англ. Battle of Devil's Hole) — вооружённое столкновение между индейскими воинами из племени сенека и солдатами британской армии, произошедшее 14 сентября 1763 года во время Восстания Понтиака около Ниагарского ущелья. Гарнизон форта Ниагара, участвовавший в сражении, понёс тяжёлые потери, у индейцев лишь один человек оказался ранен. Сенека были единственным племенем конфедерации ирокезов, присоединившемся к восстанию.

## Предыстория
В апреле 1761 года главнокомандующий британскими войсками в Северной Америке Джеффри Амхерст предоставил в пользование капитану Уолтеру Резерфорду 10 000 акров возле реки Ниагары, чтобы обеспечить транспортировку грузов в обход водопада. Сенека, входившие в конфедерацию ирокезов, остались очень недовольны таким решением, поскольку ранее работали на переноске грузов для французов и считали эту территорию своей. Они были также против строительства британских военных фортов на своих землях. В начале 1761 года сенека начали призывать индейцев Великих озёр и долины реки Огайо к объединению для борьбы с британцами.
Недовольство росло среди многих индейских племён, которые хотели изгнать британских колонистов со своих территорий. Во время восстания Понтиака, начавшегося в 1763 году, несколько племён в районе Великих озер и реки Огайо объединились,создав межплеменную конфедерацию, чтобы противостоять британскому контролю над регионом. Сенека участвовали в захвате фортов Преск-Иль, Ле-Бёф и Венанго в первой половине лета 1763 года, но в остальном, практически не воевали против британской армии. На всём протяжении индейского восстания район реки Ниагары оставался спокойным, лишь в начале конфликта трое белых были оскальпированы и двое британских моряков убиты во время рыбной ловли. Двадцатимильная коммуникация между озёрами Эри и Онтарио делала её уязвимой для нападения. 
В начале сентября 1763 года шлюп «Мичиган» сел на мель у Кэтфиш-Крик в нескольких милях от южного берега озера Эри. Лодка доставила лейтенанта Джона Монтрезора с отделением солдат из 17-го полка. Монтрезор ознакомил командующего британскими войсками возле Ниагары майора Джона Уилкинса с ситуацией, он также предпринял предосторожность, построив бруствер для защиты своих людей. Уилкинс направил роту полка Королевских американцев на подмогу. Их прибытие 2 сентября оказалось своевременным — Монтрезор и его люди подверглись атаке большого отряда индейцев, потери британцев составили три человека. Среди нападавших были опознаны сенека и это был их первый бой с солдатами, после захвата форта Преск-Иль. Кроме ирокезов в атаке участвовали вайандоты, оджибве и потаватоми.
Уилкинс был уверен, что новых нападений не последует — шлюп был частично спасён и сохранено около 800 бочек провизии. Он также был воодушевлён прибытием подкреплений от Амхерста — четырёх рот 80-го полка из форта Огаста, общим числом 374 человека. Прибыла также головная рота 46-го полка Браунинга, за которой следовали остальные 270 человек.

## Сражение
14 сентября 1763 года большой отряд сенека, насчитывавший от 300 до 500 воинов, устроил засаду на обоз и его вооружённый эскорт, следовавший из форта Шлоссер в форт Ниагара, когда тот проходил через Дэвилс-Хоул, местность, представляющую собой глубокую лощину. Отряд сопровождения и погонщики, возглавляемые Джоном Стедманом, были застигнуты врасплох — животные обратились в паническое бегство или были загнаны в ущелье вместе со своими фургонами и погонщиками. В завязавшемся рукопашном бое все белые были убиты, удалось спастись лишь Стедману.
Две роты 80-го полка под командованием Джорджа Кэмпбелла и Уильяма Фрейзера услышали новость о засаде и отправились на выручку по дороге, вившейся среди скал и частично прикрытой густым лесом. Это было идеальное место для засады, поскольку у британцев было мало прикрытий на дороге, и не имелось ясного пути отступления вниз по крутому склону. Первостепенной мишенью оказались лейтенанты Кэмпбелл и Фрейзер. Растянувшись в линию, солдаты были быстро оттеснены назад и подверглись сильному обстрелу. Некоторые попытались укрыться, карабкаясь вниз по склону утёса, но разбивались насмерть или застревали в ветвях деревьев, где ирокезы убивали их, пока они пытались освободиться. Через несколько минут сражение было окончено. 70 человек осталось на поле боя, ещё 10 попало в плен, некоторые сумели достичь реки внизу, но впоследствии их унесло быстрым течением и они утонули. Спастись смогла лишь небольшая горстка солдат. Вместе с потерями конвоя, британцы лишились более сотни человек, у сенека лишь один воин был ранен.

## Последствия
Когда новости о сражении достигли форта Ниагара, Уилкинс поспешил на помощь Кэмпбеллу и Фрейзеру с частью 60-го полка. По пути он обнаружил лишь несколько раненых солдат и вскоре решил вернуться и дождаться подкреплений. На следующий день он выступил вновь. На дороге Уилкинс нашёл тела лейтенанта Кэмпбелла и шестнадцати человек, все были раздеты и оскальпированы. Тела ещё 32 солдат были обнаружены сброшенными с обрыва. Многие были так сильно изуродованы, что невозможно было опознать. Сражение при Дэвилс-Хоул стало крупнейшим поражением британцев во время восстания.  
20 октября 1763 года майор Уилкинс отправился в форт Детройт с 650 солдатами на выручку Генри Гладуину. Экспедиция подверглась обстрелу индейцев, 2 вельбота отнесло к форту Шлоссер, 15 человек было убито и ранено. Позднее, из-за вражеского огня британцы потеряли троих убитыми и ещё восемь ранеными. 7 ноября флотилия Уилкинса попала в шторм у западной оконечности озера Эри, и вынуждена была высадиться на берег, в результате чего, разбилось 18 вельботов и утонуло 60 человек. Большинство провианта и амуниции также было утрачено. Экспедиция была вынуждена вернуться назад.
В отсутствие Уилкинса сенека окружили группу дровосеков близ форта Ниагара и убили девятерых, снова сделав коммуникацию крайне рискованной. Затем на виду у защитников форта индейцы казнили пленного солдата — ему отрезали голову. Сенека были полны решимости продолжать войну после сражения при Дэвилс-Хоул — вместе с делаварами они планировали новые рейды на поселения британцев в провинции Нью-Йорк, после того как соберут свои силы в верховьях реки Саскуэханны.